# DualShock 4
DualShock 4 er en gamepad fra playstation og det er den primære controller til spilkonsollen playstation 4. Dualshock 4 er bagudkompatibel og kan bruges til PS3. DualShock 3 er imidlertid ikke foreneligt med PS4. Den er udstyret med flere nye funktioner iforhold til forgængerne, bl.a. et indbygget to-punkts touch pad på forsiden af controlleren, der også kan klikkes. Den understøtter bevægelses detektering via et tre-akset gyroskop og tre-akset accelerometer med forbedrede vibrationer, såvel er det også den første playstation controller der kan bruges til Microsoft Windows PC-platformen. Den forbindes til konsollen via bluetooth 2.1 + EDR.

## Specifikationer
Dualshock 4 benytter et genopladeligt lithium-ion batteri i stand til at lagre 1000 mAh. Det nye design giver en totalvægt på 210g og den har en dimension på 162×52×98 mm. Controlleren har en gummi coating til at forbedre grebet og har fået et stereo jackstik (3,5 mm stik) som understøtter tilslutning af et headset, dette tillader tale og høre på samme tid. Derudover har dualshock 4 et mikro-USB stik, en udvidelse port og en mono højttaler som er også inkluderet. Controlleren oplades via micro-usb'en. DualShock 4 indeholder udover sine to analoge kontrollere og de kendte retningsbestemte knapper/handlingsknapper; trekant, cirkel, kryds , firkant og R1/L1 og R2/L2, disse følgende knapper: PS knap, share-knap, options-knap og et touchpad. Disse markere flere ændringer fra forløberen DualShock 3 og de andre tidligere PlayStation controllere. Start og select-knapperne er blevet samlet i en enkelt options-knap. En dedikeret share-knap giver spillerne mulighed for at uploade videoer fra deres spiloplevelser direkte til fx Facebook eller Twitter. De analoge controllere er nu udstyret med en konkav overflade. 

## Bevægelses sensorer og PlayStation Move
Dualshock 4 understøtter bevægelses detektering via et tre-akset gyroskop og tre-akset accelerometer med forbedrede vibrationer, DualShock 4 har også en lys bar, der kan vise forskellige farver. Farverne kan fx hjælpe med at identificere spillere, og advare dem med kritiske meddelelser såsom lavt liv under et spil. Playstation 4 eye, som er et optionelt kamera som findes som tilbehør, opfatter bevægelse og dybde ved hjælp af controllerens lysbar. Denne teknologi er baseret på den eksisterende teknik der anvendes i playstation move. (De eksisterende playstation move controllere understøttes på PS4).

## Priser og nomineringer
Serien af dualshock analog controllere vandt en Emmy pris for "Udvikling og teknologisk innovation af videospil controllere" af The National Academy of Television Arts & Sciences den 8. januar 2007. 